# بلاگاجا
بلاگاجا (به صربی: Blagaja) یک کوه در صربستان است که در Western Serbia واقع شده‌است. بلاگاجا ۸۴۴ متر بالاتر از سطح دریا واقع شده‌است.